# NGC 687
NGC 687 je čočková galaxie v souhvězdí Andromedy. Její zdánlivá jasnost je 12,3m a úhlová velikost 1,4′ × 1,4′. Je vzdálená 234 milionů světelných let, průměr má 90 000 světelných let. Galaxii objevil 21. září 1786 William Herschel.